# Florentino Broce
Florentino Broce (* 1942 oder 1943; † 18. Dezember 2015) war ein philippinischer Fußballspieler und -trainer.

## Sportlicher Werdegang
Broce besuchte als Wirtschaftsstudent die Universität De La Salle, für deren Fußballmannschaft er als Außenstürmer auflief. Unter Dettmar Cramer erwarb er im Rahmen eines FIFA-Programms seiner Trainerlizenz. 1972 übernahm er als Trainer die Betreuung der philippinischen U-20-Nationalmannschaft, die er über die Transformation zur philippinischen A-Nationalmannschaft für die Asienspiele 1974 hinaus trainierte. Bei dem Turnier scheiterte die Mannschaft als Gruppenletzte ohne eigenen Torerfolg bei 21 Gegentreffern hinter Israel, Malaysia und Japan frühzeitig. Anschließend übergab er das Amt als A-Nationaltrainer zurück an seinen Vorgänger Juan Cutillas.